# 都築忠彦
都築 忠彦（つづき ただひこ、1935年10月4日 - ）は、日本のテレビプロデューサー。元日本テレビプロデューサー。愛知県出身。
日本テレビホールディングスのグループ企業である「NTVヨーロッパ」社長、顧問を歴任した。
『24時間テレビ 「愛は地球を救う」』の生みの親で、同番組には1978年の第1回から1991年の第14回まで携わった。

## 人物
名古屋市立菊里高等学校を経て東京大学経済学部卒業後、1961年に日本テレビ入社。 
担当した『11PM』の社会派名企画「巨泉・考える」シリーズの成功で注目される（1972年に第9回ギャラクシー賞・放送批評家賞を受賞）。 
1977年に日本テレビ開局25周年記念番組の社内コンペがあり、都築は考えるシリーズの一つであった「世界の福祉特集」を下敷きとして企画化し、日本テレビに提案したところ、採用された。これが翌年（1978年）からスタートした大型チャリティー番組『24時間テレビ 「愛は地球を救う」』である。当時、社内外問わず政治力のあった制作局長の井原高忠とタッグを組み、 社内・系列局・スポンサーなどを口説き落とし、このビッグイベントを立ち上げて成功に導いた。 
なお、アメリカのチャリティー番組である『レイバー・デイ・テレソン（別名:MDAテレソン）』を参考にしたという指摘もあるが、都築は『MDAテレソン』は特定の病気（筋ジストロフィー）のための募金集めでありコンセプトが異なること、そもそも（指摘されるまで）該当の番組を全く見ていなかったとして否定している。 
1991年放送の『24時間テレビ』第14回を最後に番組制作から降板し、翌1992年からはNTVヨーロッパへ異動となっている。

## 番組出演
- 1周回って知らない話（日本テレビ系、2017年8月16日放送）- 「24時間テレビ番組誕生秘話」に関するインタビュー出演。